# فرمانداری استونی
فرمانداری استونی (به لاتین: Governorate of Estonia) یک فرمانداری در امپراتوری روسیه بود که در سال ۱۷۲۱ در جریان جنگ بزرگ شمالی مابین کشورهای روسیه و سوئد تأسیس شد.
این فرمانداری که در شمال کشور استونی فعلی قرار دارد از جنوب با فرمانداری لیوونی هم‌مرز بود و مرکز آن شهر تالین بود.

## زبان‌ها
- براساس سرشماری سلطنتی ۱۸۹۷[۱]

| زبان                               | جمعیا   | درصد (%) | مردها   | زنان    |
| ---------------------------------- | ------- | -------- | ------- | ------- |
| زبان استونیایی                     | ۳۶۵٬۹۵۹ | ۸۸٫۶۷    | ۱۷۶٬۹۷۲ | ۱۸۸٬۹۸۷ |
| روسی                               | ۲۰٬۴۳۹  | ۴٫۹۵     | ۱۲٬۴۴۱  | ۷٬۹۹۸   |
| آلمانی                             | ۱۶٬۰۳۷  | ۳٫۸۸     | ۶٬۹۹۱   | ۹٬۰۴۶   |
| زبان سوئدی                         | ۵٬۷۶۸   | ۱٫۳۹     | ۲٬۷۲۵   | ۳٬۰۴۳   |
| زبان ییدیش                         | ۱٬۲۶۹   | ۰٫۳      | ۸۵۲     | ۴۱۷     |
| زبان لهستانی                       | ۱٬۲۳۷   | ۰٫۲۹     | ۹۲۱     | ۳۱۶     |
| Did not name their native language | ۱۵      | >۰٫۰۱    | ۸       | ۷       |
| Other                              | ۱٬۹۹۲   | ۰٫۴۸     | ۱٬۴۹۹   | ۴۹۳     |
| مجموع                              | ۴۱۲٬۷۱۶ | ۱۰۰      | ۲۰۲٬۴۰۹ | ۲۱۰٬۳۰۷ |